# Тышлер, Александр Григорьевич
Александр Григорьевич Ты́шлер (14 [26] июля 1898, Мелитополь, Таврическая губерния — 23 июня 1980, Москва) — советский живописец, график и театральный художник, скульптор. Заслуженный деятель искусств Узбекской ССР (1943).

## Биография
Родился в семье потомственного еврейского ремесленника (Тышлер на идише значит «столяр»). В 1912—1917 годах учился в Киевском художественном училище, в 1917—1918 годах — в студии Александры Экстер.
В 1919 году добровольцем вступил в РККА; служа при управлении Южного фронта, делал плакаты для окон РОСТА, иллюстрировал первые буквари на идише, калмыцком, мордовском, татарском языках. В 1921 году, после демобилизации из армии, поступил во ВХУТЕМАС, учился в мастерской Владимира Фаворского. До 1924 года увлекался беспредметной живописью; в 1925 году вступил в Общество станковистов.
В 1927 году дебютировал как театральный художник, оформив ряд спектаклей в Белорусском еврейском театре в Минске. Среди спектаклей, оформленных А. Тышлером, числится драматический памфлет в 11 картинах Самуила Годинера «Джим Куперкоп». Премьера состоялась 15.02.1930. В 1930-х годах работал в Москве, сотрудничал со многими столичными и ленинградскими театрами; с 1935 года оформлял спектакли Московского еврейского театра. В «Лирическом цикле» 1928 г. и других полотнах того времени создавал, по словам Эфроса, непроницаемые для рационального истолкования «композиции из плетёных корзин, женских тел и звериных голов».
В первые годы театральным работам Тышлера были присущи черты экспрессионизма, вообще характерные для его творчества этого периода: подчёркнутая причудливость, нередко произвольность сценических образов, — в дальнейшем стиль художника менялся. С середины 30-х годов, начиная с «Короля Лира» в ГОСЕТе и «Ричарда III» в Ленинградском БДТ (оба — 1935 год), центральное место в театральном творчестве Тышлера занял Шекспир. Многие его работы внесли вклад в мировую «шекспириану»; Тышлер создавал сценические образы, пронизанные экспрессией и напряжённой эмоциональностью, легко трансформирующиеся конструкции, основанные на принципе устройства народного площадного театра. В 1940 году осуществил постановку оперы «Семён Котко» С. С. Прокофьева.
В военные годы эвакуировался с театром в Ташкент, где ему не раз позировала Анна Ахматова. В эвакуации в Ташкенте в период с 1941 по 1943 год был художником постановщиком спектаклей: «Хамза». К. Яшен, А. Умари. Госет. Постановщик Э. Лойтер. В 1943 году Александр Тышлер получил звание «Заслуженный деятель искусств Узбекской ССР» за работу над оформлением спектаклей в Узбекском театре драмы им. Хамзы. Спектакль «Муканна». Х. Алимджан. Государственный узбекский театр драмы имени Хамзы. Ташкент. Постановщики М. Уйгур, С. Михоэлс. Принимал участие в постановке светового решения на спектакле "Улугбек", помогая художнику-постановщику спектакля Усто Мумину.
В послевоенные годы эти черты зрелого Тышлера по-разному трансформировались в постановках советской и современной зарубежной драматургии, в том числе в спектаклях «Мистерия-Буфф» В. В. Маяковского в «Театре сатиры» (1957), «Оптимистическая трагедия» Вс. В. Вишневского в Московском театре драмы и комедии (1956), «Святая Жанна» Б. Шоу в «Ленкоме» (1958), оперы «Не только любовь» Р. К. Щедрина в ГАБТ (1962). Как художник так и не примкнул к господствующему направлению социалистического реализма, по этой причине до 1960-х гг. его живописные работы практически не экспонировались.
По возвращении в Москву жил с женой (с 1924 года) Анастасией Степановной (урождённая Гроздова) в квартире на Мясницкой, а с 1950-х — на Верхней Масловке. Вторая жена — искусствовед Флора Сыркина (04.08.1920 — 19.08.2000), дочь академика Якова Сыркина; дочь Белла (род. 1934). Шурин — востоковед, византинист, индолог, филолог-санскритолог, переводчик Александр Сыркин. Внебрачный сын от актрисы Татьяны Александровны Аристарховой — Александр (23 июня 1931 — 1 января 2007). В 1950-е годы увлёкся созданием сказочных скульптурных образов из веток, найденных в лесу. В последние годы жизни создавал повторения своих ранних абстрактных работ. Умер в 81 год и был похоронен на Кунцевском кладбище.

## Признание
- Сталинская премия второй степени (1946) — за оформление спектакля «Фрейлехс» З. Шнеера[6]
- Заслуженный деятель искусств УзССР (1943)
- Орден «Знак Почёта» (31 марта 1939) — за выдающиеся заслуги в развитии советского театрального искусства

### Персональные выставки
- 2017 — «Александр Тышлер. Игра и лицедейство». Воронежский областной художественный музей имени И. Н. Крамского, Воронеж, затем ГМИИ им. Пушкина, Москва.
- 1998 — «Александр Тышлер и мир его фантазии». Музей личных коллекций на Волхонке, Москва.
- 1988 — «Александр Тышлер. Ретроспективная выставка». Кузнецкий мост, 11, Москва.
- 1981 — «Александр Тышлер. 1898—1980». Дворец искусств им. К. С. Станиславского, Ленинград.
- 1978 — «Александр Тышлер». Выставочный зал Московского отделения Союза РСФСР, Москва.
- 1974 — «Александр Тышлер». Выставочный зал Московского отделения Союза РСФСР, Москва.
- 1969 — «Александр Тышлер». Выставочный зал Московского отделения Союза РСФСР, Москва.
- 1966 — «Александр Тышлер». ГМИИ им. Пушкина, Москва.
- 1964 — «К 400-летию со дня рождения В. Шекспира. А. Г. Тышлер. Выставка эскизов к шекспировским спектаклям». Центральный Дом литераторов, Москва.
- 1956 — Ленинградский Дом работников искусств им. К. С. Станиславского, Ленинград.
- 1943 — Выставочные залы Ташкентского отделения Союза художников Узбекской ССР, Ташкент.